# 科恩山
77°47′S 166°52′E / 77.783°S 166.867°E
科恩山（英語：Cone Hill）是南極洲的山峰，位於羅斯島的哈特角半島，處於城堡岩東北面4公里，由羅伯特·斯科特率領的英國探險隊命名，現時由南極條約體系管理。